# Fidelity (Missouri)
Fidelity est un village du comté de Jasper, dans le Missouri, aux États-Unis,. Situé au sud du comté, il est fondé en 1856 et incorporé en 1965.

## Démographie
Lors du recensement de 2010, le village comptait une population de 257 habitants. Elle est estimée, en 2016, à 256 habitants.

## Source de la traduction
- (en) Cet article est partiellement ou en totalité issu de l’article de Wikipédia en anglais intitulé « Fidelity, Missouri » (voir la liste des auteurs).